# Mujer (álbum)
Mujer es el primer álbum de estudio y de manera solitaria de la cantante española Marta Sánchez. Fue publicado el 15 de noviembre de 1993 en España y América Latina bajo el sello Polygram Ibérica y producido por Christian de Walden, Ralf Stemmann y coproducido por Walter Clissen. 

## Antecedentes
En 1991 Marta toma la decisión de abandonar Olé Olé, tras cinco años de trayectoria. A fin de año decide mudarse a Nueva York, junto a su novio de aquel entonces, Sterling Campbell para preparar su primer material discográfico. En 1992 firma un contrato con el sello Polygram Ibérica, S. A.
Mientras se embarcaba en su álbum debut, seguía recibiendo ofertas de trabajos muy dispares y alejados de la música. Entre ellas fue ser la imagen de la marca de pantalones de vaqueros Magangi Jeans. pero lo más destacado fue la participación en la película Supernova.

## Información general
El disco fue grabado íntegramente en Estados Unidos en los estudio Flamingo Café de (Los ángeles) entre los meses de agosto y septiembre de 1993. Los ritmos que se lanzan en el álbum son más estilos americanos como funky, reggae, soul y godspell. Las canciones del álbum la escribieron totalmente en inglés y adaptadas al español, en su mayor parte, por Carlos Toro, basándose en inquietudes y experiencias de la propia Marta, y elegidas con mucho cuidado por ella misma. 
El disco tuvo una muy buena aceptación en América Latina ocupando los primeros puestos de las listas de éxitos y obteniendo, por primera vez, más de un millón de copias vendidas por una artista femenina española. Debido al éxito del álbum se lanzó meses después una versión íntegramente en inglés titulada Woman para el mercado anglosajón y países de Europa, con una nueva versión de "Desesperada" titulada "Desesperate Lovers" a dúo con el cantante brasileño Paulo Ricardo.

## Sencillos
El primer sencillo del álbum fue Desesperada, lanzado en octubre de 1993. Fue un gran éxito en todo los países de habla hispana, logrando ser número uno en México, Chile, Ecuador, Argentina, Venezuela, Colombia, entre otros. En España llegó al puesto número 13 de la lista 40 Principales. Hasta la actualidad es uno de los mayores éxitos de Marta Sánchez, llegando a ser un clásico de los años 90. El video musical fue dirigido por Alberto Esquianma. En el año 2004 lo incluyó en su recopilatorio Lo mejor de Marta Sánchez en una nueva versión.
En marzo de 1994 se lanza el segundo sencillo Tal vez. Este sustituyó a última hora al tema Amén. Fue número 20 de Los 40 Principales en España.
El tercer sencillo lanzado fue De mujer a mujer. Fue el sencillo más decisivo para la conquista de Latinoamérica. Fue número 1 en México y número 2 y 3 en varios países latinoamericanos. Llegó al puesto número 23 de Los 40 Principales en España. Fue el primer sencillo en la carrera de Marta puesto a la venta como tal. Esta canción fue objeto de remezclas sólo editadas en Latinoamérica. 
En septiembre de 1994 se lanza el cuarto y último sencillo del álbum titulado Lejos de aquella noche. Estuvo sin repercusión en listas de éxitos. En Latinoamérica, extraoficialmente fue sustituido por “Nube de verano”.
En mayo de 1994 se lanza Desperate Lovers como sencillo para promocionar la versión inglesa Woman. Con este tema tuvo su primer acercamiento a Norteamérica y Europa en su carrera en inglés. En España alcanzó el puesto número 39 de la lista "Los 40 principales".

## Lista de canciones

### Mujer
| #  | Título                                 | Compositor(es)                                                                | Duración |
| -- | -------------------------------------- | ----------------------------------------------------------------------------- | -------- |
| 1  | Desesperada                            | Steve Singer/Austin Roberts/Adap.: Carlos Toro                                | 3:45     |
| 2  | Amén                                   | Ralf Stemmann/Christian de Walden/Margaret Harris/Carlos Toro                 | 3:47     |
| 3  | De mujer a mujer                       | Carlos Toro                                                                   | 4:48     |
| 4  | Yo no sé                               | Ralf Stemmann/Andrew Klippel/Todd Cerney/Adap.: Carlos Toro                   | 4:08     |
| 5  | Eso es el soul                         | Sara Summers-Pickett/Adap.: Carlos Toro                                       | 4:20     |
| 6  | Nube de verano                         | Christian de Walden/Ralf Stemmann/Mark Anderson/Carlos Toro                   | 3:43     |
| 7  | Olvídate de mí                         | Max Di Carlo/Carlos Toro/Margaret Harris                                      | 3:46     |
| 8  | Lejos de aquella noche                 | Steve Singer/Warren Ham/Adap.: Fernando Allende                               | 3:20     |
| 9  | Tal vez                                | Christian de Walden/Ralf Stemmann/Mike Shepston/Chris Copperfield/Carlos Toro | 3:47     |
| 10 | El último rock                         | Carlos Toro/Ralf Stemmann/Andrew Klippel/Todd Cerney                          | 3:17     |
| 11 | Cuidado                                | Andrew Klippel/Todd Cerney/Adap.: Carlos Toro                                 | 4:15     |
| 12 | Desesperada (English Extended Version) | Steve Singer/Austin Roberts                                                   | 5:20     |

### Woman
| #  | Título                                     | Compositor(es)                                                                                            | Duración |
| -- | ------------------------------------------ | --- | -------- |
| 1  | Desesperada                                | Steve Singer/Austin Roberts                                                                               | 3:42     |
| 2  | Amén                                       | Ralf Stemmann/Christian de Walden/Margaret Harris/Carlos Toro                                             | 3:47     |
| 3  | Where the love never ends                  | Carlos Toro/english lyrics: Margaret Harris                                                               | 4:48     |
| 4  | That's alright with me                     | Ralf Stemmann/Andrew Klippel/Todd Cerney                                                                  | 4:26     |
| 5  | So close to you                            | Carlos Toro/Chris Copperfield/Christian de Walden/Ralf Stemmann/Mike Shepstone                            | 3:53     |
| 6  | Out of the night                           | Steve Singer/Warren Ham                                                                                   | 3:27     |
| 7  | Lover in a million                         | Christian de Walden/Ralf Stemmann/Mark Anderson/Carlos Toro/Letras adicionales en inglés: Margaret Harris | 3:43     |
| 8  | Once                                       | Sara Summers/Pickett                                                                                      | 3:20     |
| 9  | Dignity                                    | Max Di Carlo/Carlos Toro/Margaret Harris                                                                  | 3:50     |
| 10 | Whatever it takes                          | Carlos Toro/Ralf Stemmann/Andrew Klippel/Todd Cerney                                                      | 3:27     |
| 11 | Be careful of your dreams                  | Andrew Klippel/Todd Cerney                                                                                | 4:17     |
| 12 | Desesperada (Extended mix)                 | Steve Singer/Austin Roberts                                                                               | 5:22     |
| 13 | Desperate lovers (dueto con Paulo Ricardo) | Steve Singer/Austin Roberts                                                                               | 3:50     |

## Listas y certificaciones

### Lista
| País                                  | Posición |
| ------------------------------------- | -------- |
| México                                | 1        |
| España                                | 1        |
| Colombia                              | 1        |
| Argentina                             | 3        |
| Venezuela                             | 1        |
| Chile                                 | 1        |
| Ecuador                               | 1        |
| Estados Unidos Billboard Latin Albums | 49       |

## Certificaciones
| País   | Organismo certificador | Certificación | Simbolización |
| ------ | ---------------------- | ------------- | ------------- |
| España | PROMUSICAE             | Disco de Oro  |               |

## Personal
- Producido y arreglado por: Christian De Walden y Ralf Stemmann
- Coproducido por y diseñado por: Walter Clissen
- Lugar de grabación: Studio Café Flamingo grabación, Studio City, CA.
- Mezcla: Enterprise Studios, North Hollywood, CA.
- Grabado y Mezclado por: Walter Clisson, John Schmidt y Fred Kelly
- Digitalmente masterizado por: Brian Gardner y Chris Bellman en Bernie Grundman Mastering, Hollywood, CA.
- Fotografía: Juan Martín.
- Diseño de la Obra: Estudio Pedro Delgado.
- Paulo Ricardo aparece por cortesía de Polygram Brasil.

## Músicos
- Programación Synclavier: Ralf Stemmann
- Teclados: Ralf Stemmann y Randy Kerber
- Piano acústico: Randy Kerber, Larry Steelman
- Guitarras: James Harrah, Tim Pierce, Ramon Stagnaro
- Bajo: Bob Parr
- Solo de armónica: Warren Ham
- Cuernos: "El ataque al corazón" Bill Bergman, Nick Lane, Dennis Farias, Greg Smith y Les Lovett
- Solos de saxo y flauta: Doug Norwine
- Percusión: Paulinho Da Costa
- Coros de arreglos: Christian De Walden
- Coros: Kenny O'Brien, Bambi Jones, Brandy Jones, Michael Mishaw, Eric Paletti, Allen Savory, Warren Ham, Kirstina Nichols y Isela Sotelo.